# Frédéric-Jérôme de La Rochefoucauld
Frédéric-Jérôme de la Rochefoucauld de Roye (Versalhes, 16 de julho de 1701 - Paris, 29 de abril de 1757) foi um cardeal do século XVIII

## Biografia
Nasceu em Versalhes em 16 de julho de 1701. De família ilustre e nobre. Terceiro dos seis filhos de François de la Rochefoucauld, conde de Roye, e Catherine Françoise d'Arpajon. Os outros filhos eram François, Louis, Françoise Marguerite, Elisabeth Catherine e Charlotte Eléonore. Seu sobrenome também está listado como de Roye de la Rochefoucauld.
Estudou no Colégio Jesuíta Louis le Grand; o no Seminário Saint-Sulpice, Paris; e mais tarde, na Faculdade Teológica da Universidade La Sorbonne, Paris, onde obteve o doutorado em teologia..
Entrou no estado eclesiástico e o rei Luís XV da França concedeu-lhe as ricas abadias de Saint Romain de Blaye em 1717; e Beauport em 1722. Prior comendador de Lanville, de Pré; e de Bonne-Nouvelle..
Vigário Geral de Rouen. Foi apresentado pelo rei da França para a arquidiocese de Bourges em 22 de janeiro de 1729..
Eleito arcebispo de Bourges, 6 de julho de 1729. Consagrado, 7 de agosto de 1729, igreja dos Teatinos, Paris, por Louis de la Vergne de Tressan, arcebispo de Rouen, assistido por Étiene-Joseph de La Fare, bispos de Laon, e por Étienne-René Potiers des Gesvres, bispo de Beauvais. Prior de La Charitè sur Loire , abril de 1732. Coadjutor do abade de Cluny, cardeal Henri-Oswald de La Tour d'Auvergne de Bouillon, 29 de setembro de 1738. Autor de um novo breviário em 1741. Comendador da Real Ordem de Santo -Espírito, 2 de fevereiro de 1742. Presidente da Assembleia do Clero, abril de 1742, 1750, 1753 e 1756. Nomeado embaixador francês perante a Santa Sé em 1743; em Roma de 6 de junho de 1745 a 13 de março de 1748; por causa deste cargo, não foi nomeado arcebispo de Paris em 1746. Abade de Cluny, abril de 1747..
Criado cardeal sacerdote no consistório de 10 de abril de 1747; recebeu o chapéu vermelho em 13 de abril de 1747; e o título de S. Agnese fuori le mura, 15 de maio de 1747. Foi atribuído à SS. CC. de Bispos e Regulares, Concílio Tridentino, Propaganda Fide e Ritos. Grande esmoler da França desde 1756..
Morreu em Paris em 29 de abril de 1757, após cinco dias de inflamação peitoral. Enterrado no coro da igreja de Saint-Sulpice, Paris. Seu coração foi depositado na igreja de Saint-Martin-des-Champs, onde seu sobrinho, o duque de Biron, fez um magnífico elogio em francês.